# Anopsicus cubanus
Anopsicus cubanus là một loài nhện trong họ Pholcidae. Loài này được phát hiện ở Cuba.